# Glutamaat-5-semialdehyde
Glutamaat-5-semialdehyde, of systematisch: (2S)-2-Amino-5-oxopentaanzuur, is een niet-proteïnogeen aminozuur dat een rol speelt in de biosynthese van  proline en arginine (via ornithine).  Ook de biosynthese van antibiotica als carbapenemen verloopt via deze verbinding.  Het semialdehyde ontstaat zelf via reductie van  glutamyl-5-fosfaat door glutamaat-5-semialdehyde dehydrogenase.  Ook het isomeer glutamaat-1-semialdehyde speelt een rol in de biochemie.

## Naamgeving
Hoewel de IUPACnaam van de verbinding, (2S)-2-Amino-5-oxopentaanzuur, de carbonzuurgroep als de één-positie van de telling gebruikt, en dat vanuit aminozuurchemie ook begrijpelijk is, vormt de aanduiding "aldehyde" in de oude naam (glutamaat-gamma-semialdehyde) de stam voor de naamgeving.  Dit geeft meteen aan dat de telling vanaf de aldehydepositie plaatsvindt waarbij het koolstofatoom van de aldehydegroep zelf niet meetelt.  De aminogroep bevindt zich dan aan het derde koolstofatoom: de gammapositie. 